# Emirates Cup 2014
Navigation
Édition précédente Édition suivante
L’édition 2014 de l'Emirates Cup est la 7e de cette compétition de football amicale organisée par Arsenal. L'Emirates Cup a lieu les 2 et 3 août 2014 à l'Emirates Stadium. 
Comme lors des éditions 2007 à 2010 ainsi qu'en 2013, un point est attribué par but marqué.

## Classement final
| Rang | Équipe     | Pts | J | G | N | P | Bp | Bc | Diff |
| ---- | ---------- | --- | - | - | - | - | -- | -- | ---- |
| 1    | Valence CF | 9   | 2 | 1 | 1 | 0 | 5  | 3  | +2   |
| 2    | Arsenal FC | 8   | 2 | 1 | 0 | 1 | 5  | 2  | +3   |
| 3    | AS Monaco  | 7   | 2 | 1 | 1 | 0 | 3  | 2  | +1   |
| 4    | Benfica    | 2   | 2 | 0 | 0 | 2 | 2  | 8  | -6   |

## Journées

### 1erjour
| Samedi 2 août 2014 | Valence CF                       | 2 – 2   | AS Monaco                    | Emirates Stadium, Londres  |                            |
| 14:00 WEST         | Carvalho 37e (csc) · Alcácer 69e | (1 – 1) | Vezo 30e (csc) · Ocampos 80e | Arbitrage : Michael Oliver | Arbitrage : Michael Oliver |
| 14:00 WEST         | Rapport                          |         |                              | Arbitrage : Michael Oliver | Arbitrage : Michael Oliver |

| Samedi 2 août 2014 | Arsenal                                 | 5 – 1   | Benfica    | Emirates Stadium, Londres |                       |
| 16:20 WEST         | Sanogo 26e 44e 45+1e 49e · Campbell 40e | (4 – 0) | Gaitán 61e | Arbitrage : Lee Mason     | Arbitrage : Lee Mason |
| 16:20 WEST         | Rapport                                 |         |            | Arbitrage : Lee Mason     | Arbitrage : Lee Mason |

En match d'ouverture, Monaco et Valence se quittent sur un score de parité (2-2). La rencontre est marquée par le retour de Radamel Falcao sur les terrains après sa longue absence. Dans la deuxième rencontre, Arsenal domine Benfica 5 buts à 1 avec un quadruplé de Yaya Sanogo.

### 2ejour
| Dimanche 3 août 2014 | Benfica   | 1 – 3   | Valence CF                           | Emirates Stadium, Londres |                        |
| 14:00 WEST           | Derley 2e | (1 – 0) | Gayà 49e · Piatti 54e · Guardado 60e | Arbitrage : Ryuji Sato    | Arbitrage : Ryuji Sato |

| Dimanche 3 août 2014 | Arsenal | 0 – 1   | AS Monaco  | Emirates Stadium, Londres   |                             |
| 16:20 WEST           |         | (0 – 1) | Falcao 37e | Arbitrage : Martin Atkinson | Arbitrage : Martin Atkinson |

La deuxième journée voit Valence battre Benfica 3-1 et prendre provisoirement la tête du classement. Un match nul suffit alors à Arsenal pour remporter sa quatrième Emirates Cup. Cependant, Arsenal s'incline 1-0 face à l'AS Monaco en raison de l'unique but de la rencontre inscrit par Radamel Falcao et laisse Valence remporter sa première Emirates Cup.